# Liste in Lettland vorhandener Dampflokomotiven
Dies ist eine Liste erhaltener Dampflokomotiven auf dem Gebiet von Lettland.

## Lokomotiven russischer Breitspur 1524 mm
Die Spurweite 1524 mm ist die Standardspurweite in Lettland.
| Foto | Nummer oder Name | Bauart / Achsfolge | Hersteller      | Fabrik-nr. | Baujahr | Historie                                                        | Eigentümer / Betreiber / Strecke | Standort                        | Bemerkungen              |
| ---- | ---------------- | ------------------ | --------------- | ---------- | ------- | --------------------------------------------------------------- | -------------------------------- | ------------------------------- | ------------------------ |
|      | L-4578           | 1’E h2             | Lugansk         | 14578      | 1952    |                                                                 |                                  | Gulbene                         |                          |
|      | L-0312           | 1’E h2             | Kolomna         | 8714       | 1948    |                                                                 |                                  | Riga                            |                          |
|      | L-5225           | 1’E h2             | Lugansk         | 16089      | 1955    |                                                                 |                                  | Riga, Lokomotivdepot            |                          |
|      | TE-021           | 1’E h2             | Henschel & Sohn | 26939      | 1942    | DRG 52 021 / SZD TE-021 / 1042 001-6 / 199x Lettische Eisenbahn |                                  | Lettisches Eisenbahnmuseum Riga |                          |
|      | TE-036           | 1’E h2             | Henschel & Sohn | 26954      | 1942    | DRG 52 036 / SZD TE-036 / 1042 612-0 / 199x Lettische Eisenbahn |                                  | Lettisches Eisenbahnmuseum Riga |                          |
|      | L-3599           | 1’E h2             | Lugansk         | 15355      | 1954    |                                                                 |                                  | Slampe                          |                          |
|      | L-5229           | 1’E h2             | Lugansk         |            | 1955    |                                                                 |                                  | unbekannt                       | Existenz nicht gesichert |
|      | L-5480           | 1’E h2             |                 |            |         |                                                                 |                                  | unbekannt                       | Existenz nicht gesichert |

## Lokomotiven mit Spurweite 750 mm
Die Spurweite 750 mm war die gebräuchlichste Schmalspurweite in Lettland.
| Foto | Nummer oder Name                       | Bauart / Achsfolge | Hersteller      | Fabrik- nr. | Baujahr | Historie | Eigentümer / Betreiber / Strecke | Standort | Bemerkungen |
| ---- | -------------------------------------- | ------------------ | --------------- | ----------- | ------- | --- | -------------------------------- | -------- | ----------- |
|      | Chon Buri Sugar Company No. 105 'Siam' | C n2t              | Henschel & Sohn | 29582       | 1956    | Sino British Ltd. (Siam), Bangkok /=> Thai Sugar Corporation, Chonburi Sugar Factory, Nongchak [Thailand] „105“ /1982 Privat, Ganith Engineering, Wingham [UK] „105“ (1984 vh) / 1989 Bredgar – Wormshill Light Rw, Bredgar „105“ |                                  | Gulbene  |             |
|      | Gr-319                                 | D h2               | LKM             | 15416       | 1951    | |                                  | Gulbene  | [ 1 ]       |

## Lokomotiven mit Spurweite 600 mm
| Foto | Nummer oder Name | Bauart / Achsfolge | Hersteller      | Fabrik-nr. | Baujahr | Historie   | Eigentümer / Betreiber / Strecke | Standort                    | Bemerkungen |
| ---- | ---------------- | ------------------ | --------------- | ---------- | ------- | ---------- | -------------------------------- | --------------------------- | ----------- |
|      | ML-657           | D n2t              | Esslingen       | 3887       | 1918    | ex HF 2305 |                                  | Eisenbahnmuseum Riga        |             |
|      | ML-628           | D n2t              | O & K           | 8150       | 1918    | ex HF 586  |                                  | Ethnografisches Museum Riga |             |
|      | ML-629           | D n2t              | O & K           | 8271       | 1918    | ex HF 853  |                                  | Landwirtschaftsmuseum Talsi |             |
|      | ML-631           | D n2t              | O & K           | 7999       | 1914    | ex HF 483  |                                  | Freilichtmuseum Ventspils   |             |
|      | ML-611           | D n2t              | Henschel & Sohn | 14437      | 1916    | ex HF 694  |                                  | Freilichtmuseum Ventspils   |             |
|      | ML-635           | D n2t              | BMAG            | 6799       | 1919    | ex HF 2484 |                                  | Viesīte, Selige Museum      |             |